# The Bright Light Social Hour
The Bright Light Social Hour je psychedelická rocková skupina z Austinu v Texasu. Jejími členy jsou Curtis Roush (kytara, zpěv), Jack O'Brien (baskytara, zpěv) a Joseph Mirasole (bicí).

## Diskografie

### Studiová alba
- The Bright Light Social Hour (2010)

### EPs
- Touches (2007)
- Love Like Montopolis (2008)
- New Year's Live (2011)

### Singly
- „Back and Forth“ (2009)
- „Wendy Davis“ (2013)

## Členové
Současní členové
- Jack O'Brien – zpěv, baskytara (2004–současnost)
- Curtis Roush – zpěv, kytara (2004–současnost)
- Joseph Mirasole – bicí (2006–současnost)
- Edward Braillif – syntezátor, kytara (2013–současnost)

Dřívější členové
- Ryan O'Donoghue – baskytara (2004–2007)
- Thomas Choate - bicí (2004-2006)
- A.J. Vincent – klávesy, zpěv (2008–2013)